# Troisième circonscription de la préfecture d'Iwate
La troisième circonscription de la préfecture d'Iwate (岩手県第3区, Iwate-ken dai-san-ku) est l'une des trois circonscriptions législatives que compte la préfecture d'Iwate au Japon.

## Description géographique
Entre 1994 et 2013, la troisième circonscription de la préfecture d'Iwate regroupait les villes d'Ōfunato, Tōno, Ichinoseki, Rikuzentakata et Kamaishi et les districts de Nishiiwai, Higashiiwai (ja), Kesen et Kamihei.
Entre 2013 et 2017, elle comprenait les mêmes villes, les districts de Nishiiwai, Kesen et Kamihei et, dans le district de Shimohei, le bourg de Yamada.
Depuis 2017, elle est composée des villes de Hanamaki, Kitakami, Ichinoseki et Ōshū et des districts de Waga, Isawa et Nishiiwai,.

## Députés
| Législature | Début de mandat | Fin de mandat | Député élu            | Parti politique | Parti politique |
| ----------- | --------------- | ------------- | --------------------- | --------------- | --------------- |
| 41e         | 1996            | 2000          | Yōhei Sasaki (ja)     |                 | Shinshintō      |
| 42e         | 2000            | 2003          | Tōru Kikawada (ja)    |                 | PL              |
| 43e         | 2003            | 2005          | Tōru Kikawada (ja)    |                 | PDJ             |
| 44e         | 2005            | 2009          | Tōru Kikawada (ja)    |                 | PDJ             |
| 45e         | 2009            | 2012          | Tōru Kikawada (ja)    |                 | PDJ             |
| 46e         | 2012            | 2014          | Tōru Kikawada (ja)    |                 | PDJ             |
| 47e         | 2014            | 2017          | Tōru Kikawada (ja)    |                 | PDJ             |
| 48e         | 2017            | 2021          | Ichirō Ozawa          |                 | SE              |
| 49e         | 2021            | 2024          | Takashi Fujiwara (ja) |                 | PLD             |
| 50e         | 2024            | -             | Ichirō Ozawa          |                 | PDC             |